# ARA Punta Alta (Q-63)
El multipropósito ARA Punta Alta (Q-63) (MPPA) es un balizador costero clase Red botado originalmente como USCG Red Birch (WLM-687) para la Guardia Costera de Estados Unidos. Fue incorporado por la Armada Argentina el 9 de julio de 1998 y se halla asignado al Comando de la Capitanía de Puerto con asiento en la Base Naval Puerto Belgrano.

## Historia

### Estados Unidos
El USCGC Red Birch (WLM-687) fue construido por el Coast Guard Yard a principios de la década de 1970. Era el último de una serie de las cinco unidades clase Red. Desde su botadura en 1964, se encargó del mantenimiento de las vías navegables de los puertos de San Francisco, San Pablo, la bahía de Suisun y el área de los ríos de San Joaquín.

### Argentina
Fue incorporado por la Armada Argentina en 2000 como «ARA Punta Alta (Q-63)», junto a los ARA Ciudad de Rosario y ARA Ciudad de Zárate. Pertenece al Comando Naval Anfibio y Logístico, el cual depende del Comando de Adiestramiento y Alistamiento de la Armada. Tiene su asiento en la Base Naval Puerto Belgrano. Cuenta con capacidad de romper packs de hielo de hasta 60 cm de espesor, pudiendo abrir brechas navegables.
En 2006, formó parte de la etapa anfibia del ejercicio combinado Fraterno, junto a unidades de la Marina de Brasil.
En 2008, se ocupó de trasladar en navegación la imagen de la Virgen de Luján desde Puerto Belgrano hasta Ingeniero White (Bahía Blanca), durante su peregrinación nacional.
Las actividades operativas son variadas. La participación en ejercicios conjuntos y combinados es constante. Además, la unidad efectúa tareas de balizamiento en torno a Puerto Belgrano y Bahía Blanca, así como el mantenimiento integral del canal de acceso a estos puertos (más de 70 millas náuticas de longitud).
En 2010, brindó apoyo a la regata Américo Vespucci, efectuada en Puerto Belgrano.
Durante noviembre y diciembre de 2013, contribuyó a las tareas de muestreo de aguas en colaboración con el Instituto Argentino de Oceanografía y el CONICET.
Tanto en diciembre de 2011 como junio de 2014, personal del Batallón Antiaéreo de la Infantería de Marina disparó desde la unidad un misil RBS-70 como parte de su adiestramiento.